# HD 4313 b
HD 4313 b es un planeta extrasolar orbitando la estrella del Tipo G HD 4313 aproximadamente a 447 años luz de distancia en la constelación de  Piscis.